# Mountain Monsters
Mountain Monsters è un programma televisivo statunitense. La serie vede come protagonisti il team degli Appalachian Investigators of Mysterious Sightings (A.I.M.S.), un gruppo di sei cacciatori e costruttori di trappole nati e cresciuti nella Virginia Occidentale, con lo scopo di ricercare e rintracciare creature non identificate nei Monti Appalachi, tipiche del folclore locale.
Negli Stati Uniti va in onda dal 22 giugno 2013 su Destination America e dal 21 agosto 2019 su Travel Channel.
La serie è andata in onda per cinque stagioni su Destination America, dal 2013 al 2017. Il 15 luglio 2019, dopo una pausa di 18 mesi, è stata annunciata l’uscita della sesta stagione e la serie si è trasferita su Travel Channel. Negli USA la sesta stagione è stata trasmessa in anteprima il 21 agosto 2019.
Il 23 novembre 2020, dopo una pausa di 12 mesi, dovuta anche alla pandemia di COVID-19, è stata annunciata la settima stagione, che andrà in onda il 10 gennaio 2021 per un totale di 8 episodi, fino al 28 febbraio 2021, sempre su Travel Channel
In Italia la serie viene trasmessa dal 30 giugno 2014 su Discovery Channel (fino al marzo 2015), mentre dal novembre 2017 ad oggi su DMAX.
Negli USA il programma è composto da 8 stagioni totali e un totale di 79 episodi, in Italia la stagione 1 e 2 compongono insieme la prima stagione mentre la stagione 2 e 3 compongono la seconda stagione intitolata Bigfoot Edition. In totale in Italia sono presenti 6 stagioni. La sesta stagione è trasmessa su DMAX dal 7 luglio 2022.
La 9^ stagione è tutt'ora inedita.

## Trama
Il team A.I.M.S. è stato fondato da John "Trapper" Tice, Jeff Headlee e Willy McQuillian nel 2006, col tempo si uniranno anche altri 3 membri. Il loro obiettivo è dimostrare l'esistenza di creature misteriose come i Bigfoot e altri mostri. Gli episodi di solito iniziano con Trapper, Jeff, Huckleberry e Buck che discutono della creatura a cui vogliono dare la caccia mentre si dirigono verso il luogo in cui essa è stata avvistata. Una volta arrivati incontrano i testimoni oculari, questo passo aiuta la squadra a farsi un'idea di dove condurre l’indagine notturna utile per trovare prove sulla creatura.
Dopo aver concluso la caccia notturna, Willy e Wild Bill iniziano a costruire una trappola per catturare la creatura. Il resto della squadra cerca altre prove, incontrando altri testimoni oculari che mostrano al team foto, video o audio della creatura. Dopo aver testato la trappola, la squadra inizia di nuovo la caccia notturna. Le creature sono mostrate attraverso dei rendering digitali che appaiono prima e dopo la pubblicità. Queste ricostruzioni sono in 3D e utili per capire l’aspetto della creatura. In alcuni casi, il team posiziona telecamere a infrarossi vicino alla trappola per scattare delle foto dei mostri.
Dalla terza stagione il team AIMS si scontra con il Team Canaglia; un gruppo di persone che tentano di sabotare i loro piani spiandoli mentre sono a caccia. Sempre nella terza stagione il programma sarà strutturato diversamente, rispetto alle stagioni precedenti sarà meno concentrato sulla caccia. In questa stagione l’obbiettivo principale è trovare e catturare una sottospecie di strega che infesta i boschi della Contea Di Lee, in Virginia, chiamata Donna Del Bosco, e consegnarla al Team Canaglia per metter fine ai loro sabotaggi.
Nella quarta stagione il Team Canaglia offre agli AIMS una missione e loro la accettano. La missione prevede la cattura di sei creature per scoprire la verità su uno spauracchio che, in passato, gli Indiani Cherokee chiamavano Spearfinger. In questa stagione la squadra si concentrerà maggiormente a dare la caccia ai mostri come nelle stagioni precedenti.
Nella quinta stagione, dopo la morte di Trapper avvenuta nel Dicembre 2019, il team si riunisce e parte per una nuova missione, nella Tygart Valley, una valle sperduta nella Virginia Occidentale, nella quale devono scoprire, per conto di Trapper, se dei lupi stiano infestando la zona. Nell'avventura si imbattono in misteri, creature con occhi rossi e avranno ancora a che fare col Bigfoot.
Nella sesta stagione, continuano le investigazioni nella Tygart Valley, i membri del team continuano le ricerche del Bigfoot e dei canidi con gli occhi rossi denominati smoke wolf. Nelle ricerche si imbattono di nuovo nel mostro di grafton che è emigrato nella valle e nell'ultimo episodio, grazie alle riprese dal drone, scoprono una struttura con il simbolo della bussola sul tetto e successivamente il camminare di quello che sembrerebbe un bigfoot.

## Cast
- John "Trapper" Tice: John Tice (soprannominato da tutti con lo pseudonimo di Trapper) era il leader del Team A.I.M.S. Creò la squadra nel lontano 2006 quando all'epoca erano solo lui, Jeff e Willy. Era un amante della natura e di tutto ciò che la circonda, una delle sue tante passioni era anche quella di andare a caccia di creature non identificate sui Monti Appalachi. Nell'estate del 2013 decise di portare in TV il Team A.I.M.S. sulla rete televisiva Destination America, a metà della seconda stagione Trapper dovrà assentarsi dalla serie per via di una trombosi alla gamba destra, da quel momento farà poche apparizioni nel programma e lascerà le redini di leader a Buck. Morirà il 16 dicembre 2019 a causa di un malore a Parkersburg.
- Jacob "Buck" Lowe: Jacob Lowe (soprannominato da tutti con lo pseudonimo di Buck) è l'esperto in richiami della squadra, dalla prima stagione viene visto come un novellino dal gruppo dato che è l'ultimo arrivato nel team, di conseguenza si becca le prese in giro amichevoli degli altri componenti del team, dalla seconda stagione dovrà prendere le redini della squadra dopo che Trapper si ammalerà.
- Joseph "Huckleberry" Lott: Joseph Lott (soprannominato da tutti con lo pseudonimo di Huckleberry) è la guardia del corpo della squadra, il suo incarico è quello di proteggere il team in caso la creatura che stanno cacciando dovesse aggredirli. Huck ha un carattere freddo, rigido e molto forte (nella seconda stagione dichiara di aver pianto solo 2 volte nella vita) ma in fin dei conti è molto affezionato alla sua squadra.
- Jeff Headlee: Jeff Headlee è il ricercatore nonché storico del team. Quando la squadra deve indagare sul passato della creatura a cui vanno incontro, si rivolgono sempre a lui, ha un carattere buono è estroverso anche se dalla terza stagione inizierà a comportarsi in modo strano per via della Donna Del Bosco. La squadra mentre va in missione nei boschi, ha a portata di mano dei fucili, Jeff è l'unico a non averlo, al suo posto ha una telecamera a infrarossi per registrare la creatura.
- Willy McQuillian: Willy McQuillian è il costruttore di trappole per catturare le creature. Quando la squadra riporta a lui le descrizioni dell'essere, Willy crea delle trappole a meccanismo per catturarli, sfortunatamente, molte delle sue trappole vengono distrutte dai mostri oppure vengono sabotate. Willy per costruire le trappole si fa sempre dare una mano dal suo amico Wild Bill.
- William "Wild Bill" Neff: William Neff (soprannominato da tutti con lo pseudonimo di Wild Bill) è l’esperto cacciatore della squadra, ha un carattere divertente, spiritoso e allegro, motivo per cui la squadra gli vuole un mondo di bene, spesso aiuta Willy nel costruire le trappole per mostri. Nelle prime due stagioni si vanta spesso di esser stato nel corpo dei Marine verso la fine degli anni 70.
- Colt Straub: È il produttore esecutivo di Mountain Monsters, appare quando il team AIMS ha bisogno di aiuto nelle situazioni di necessità. È presente anche nel episodio speciale “Tribute To Trapper” dove svolge la parte di presentatore.

## Curiosità
I membri dell'AIMS non hanno mai ripreso le loro esplorazioni, se non in alcuni eventi straordinari, come nella foresta oscura nella contea di Lee, quando Buck va da solo alla ricerca della donna del bosco.
Inoltre, sebbene siano quasi sempre armati di fucili, non li hanno mai usati (l'unica eccezione è quando Willy spara dei colpi in aria per mandar via una famiglia di bigfoot nel finale della 1^ stagione).

## Stagioni
| Stagione                | Episodi | Prima TV USA | Prima TV Italia |
| ----------------------- | ------- | ------------ | --------------- |
| Prima stagione 1ª parte | 6       | 2013         | 2014            |
| Prima stagione 2ª parte | 14      | 2014         | 2017            |
| Seconda stagione        | 22      | 2015         | 2017            |
| Terza stagione          | 8       | 2017         | 2018            |
| Quarta stagione         | 10      | 2019         | 2020            |
| Quinta stagione         | 8       | 2021         | 2021            |
| Sesta stagione          | 10      | 2022         | 2022            |

## Episodi

### Stagione 1: Parte 1 (2013)
Prima Visione Statunitense Dal: 22 giugno 2013
Al: 27 luglio 2013
Prima Visione Italiana Dal: 30 giugno 2014
Al: 27 settembre 2014
| N° | Titolo              | Trama |
| -- | ------------------- | --- |
| 1  | L’uomo lupo         | Nella Contea di Wolfe, Kentucky, ci sono numerose prove riconducibili ad un uomo lupo di circa 230 chili che sta terrorizzando la regione. Il Team AIMS riuscirà a catturare il mostro?                                                                              |
| 2  | Il Devil Dog        | Una misterioso canide succhiasangue sta terrorizzando una regione della Virginia Occidentale. La squadra tenta di catturare la creatura prima che mieta altre vittime.                                                                                               |
| 3  | Il Grassman         | I residenti della Contea di Perry, Ohio, sostengono di aver visto una spaventosa creatura antropomorfe simile ad un gorilla nei boschi. Il Team AIMS va in cerca del Grassman (cugino lontano del Bigfoot) per rendere sicuri i Monti Appalachi una volta per tutte. |
| 4  | Il Wampus           | Nella Contea di Pleasants, in Virginia, un wampus sta uccidendo il bestiame. I cacciatori tentano di proteggere il bestiame della Contea cacciando la creatura. |
| 5  | L’Uomo Falena       | Sembra che il famigerato Uomo Falena sia ritornato a Point Pleasants nella Virginia Occidentale. I cacciatori riusciranno a catturare la creatura una volta per tutte?                                                                                               |
| 6  | Il Demone Lucertola | La squadra indaga sulle voci che riguardano un incrocio tra un rettile e un essere umano. La creatura si aggira nella Contea di Wood, nella Virginia Occidentale. Potrebbe trattarsi di un rettile umanoide?                                                         |

### Stagione 1: Parte 2 (2014)
Prima Visione Statunitense Dal: 4 aprile 2014
Al: 25 luglio 2016
Prima Visione Italiana Dal: 4 novembre 2017
Al: 2 dicembre 2017
| N° | Titolo                   | Trama |
| -- | ------------------------ | --- |
| 1  | Lo Yahoo                 | I cercatori di mostri arrivano a Nicholas County per indagare su un'enorme creatura chiamata 'Yahoo'. La squadra tenta di catturarla attraverso una gigantesca trappola che sfrutta la caduta di un tronco di legno.       |
| 2  | Il Mostro senza Testa    | Dopo essere entrati in possesso di un video che ritrae una gigantesca creatura senza testa, i cacciatori di mostri arrivano a Grafton per indagare sul mostro senza testa.                                                 |
| 3  | Il Cerbero               | Il team arriva nella Contea di Pike, in Kentucky, per indagare su un enorme canide predatore che sta minacciando la comunità di contadini del luogo.                                                                       |
| 4  | Il Werewolf              | I cercatori di mostri arrivano in West Virginia per indagare su un licantropo che si aggira nella Contea di Webster, un'enorme creatura simile ad un lupo dalle origini mitologiche.                                       |
| 5  | Il Drago di Fuoco        | Il team indaga su un gigantesco rettile chiamato 'Il drago di fuoco'. La squadra incontra un testimone oculare dalle abitudini da eremita prima di inseguire la creatura sul territorio e in seguito a bordo di una barca. |
| 6  | Lo sheepsquatch          | Il team indaga su una strana creatura chiamata 'Sheepsquatch'. La squadra costruisce una trappola speciale, simile al filo spinato, prima di avventurarsi in una pericolosa caccia notturna.                               |
| 7  | Ombre                    | La squadra di cercatori di mostri costruisce una trappola per dimostrare l'esistenza di una misteriosa creatura avvistata in West Virginia. Questa creatura è dotata di uno esoscheletro ed è molto pericolosa.            |
| 8  | Hogzilla                 | La squadra è in Ohio per indagare sul famigerato Hogzilla. Dopo aver incontrato i testimoni oculari, il team lavora per catturare la bestia dentro una gabbia d'acciaio.                                                   |
| 9  | Il Gatto della Morte     | Il team arriva nella Carolina del Nord per indagare su un feroce felino. La squadra tenta di catturarlo dentro una complessa trappola di legno.                                                                            |
| 10 | La bestia orso           | Il team indaga su una creatura killer, un ibrido tra un cane e un orso. La squadra cerca tracce della bestia in un terreno insidioso e tenta di intrappolarla in un enorme calderone.                                      |
| 11 | Il predatore volante     | Il team arriva nella Contea di Preston per indagare su un predatore volante. La squadra s'imbatte in un enorme pericolo quando invade il territorio della creatura.                                                        |
| 12 | La Creatura della grotta | La squadra indaga su un umanoide bipede e tenta di rintracciare la sfuggente creatura attraverso un sistema di grotte, lungo 32 chilometri, che porta ad una serie di trappole insidiose.                                  |
| 13 | La Creatura Ibrida       | La squadra indaga su una pericolosa creatura, che sembra essere un ibrido tra un cane e un felino. Il team tenta di spingere il predatore verso la propria trappola per tigri, lavorando con temperature molto rigide.     |
| 14 | La Vendetta del Grassman | Il gruppo è pronto per identificare e stanare il Grassman dei Monti Appalachi, nella speranza di aiutare le comunità del luogo ad avere una vita più tranquilla.                                                           |

### Stagione 2: Bigfoot Edition - Parte 1 (2015)
Prima Visione Statunitense Dal: 7 Marzo 2015
Al: 25 aprile 2015
Prima Visione Italiana Dal: 2 Dicembre 2017
Al: 2017
| Nº | Titolo                                | Trama |
| -- | ------------------------------------- | --- |
| 1  | Alla ricerca del Bigfoot              | Gli investigatori che indagano su misteriosi avvistamenti iniziano la loro epica ricerca nel tentativo di dimostrare l'esistenza del Bigfoot negli Appalachi.                                |
| 2  | Il Vampiro della Virginia             | Gli investigatori che indagano su misteriosi avvistamenti arrivano nella Contea di Putnam per cercare prove sul Chupacabra, noto come il Vampiro della Virginia Occidentale.                 |
| 3  | Lo Wildman                            | Gli investigatori che indagano su misteriosi avvistamenti arrivano nell'est del Kentucky per indagare sul Wildman, il Bigfoot più aggressivo della regione.                                  |
| 4  | Il Cerbero della contea di Lincoln    | Gli investigatori che analizzano misteriosi avvistamenti sono nella Contea di Clay, per indagare sullo 'Yahoo' che ha lanciato alcuni alberi contro la squadra e ha distrutto una trappola.  |
| 5  | Lo Yahoo della contea di Clay         | Gli investigatori che analizzano misteriosi avvistamenti sono nella Contea di Clay, per indagare sullo 'Yahoo' che ha lanciato alcuni alberi contro la squadra e ha distrutto una trappola.  |
| 6  | Il Dustman della contea di Washington | Gli investigatori che analizzano misteriosi avvistamenti arrivano nella Contea di Washington, per indagare sul Dustman. Molti credono sia il Bigfoot più veloce e agile nella regione.       |
| 7  | Il Diavolo Cherokee                   | Gli investigatori che analizzano misteriosi avvistamenti vanno alla ricerca del Cherokee Devil. Quando Buck si scontra con la creatura, la squadra sferra il contrattacco.                   |
| 8  | Il Bigfoot di Ashe                    | Il 'Cherokee Devil' ha già terrorizzato parte della squadra. Mentre la missione continua, alcuni membri della spedizione discutono se sia meglio, per il loro bene, abbandonare le ricerche. |

### Stagione 2: Bigfoot Edition - Parte 2 (2016)
Prima Visione Statunitense Dal: 23 gennaio 2016
Al: 16 Aprile 2016
Prima Visione Italiana Dal: 2017
Al: 16 Dicembre 2017
| Nº | Titolo                      | Trama |
| -- | --------------------------- | --- |
| 1  | Lo Stonish Giant            | La squadra indaga sullo 'Stonish Giant'. Secondo le voci, il Bigfoot ha una folta pelliccia, talmente spessa che non può essere trafitta dalle frecce.                                                     |
| 2  | L’Urlatore Selvaggio        | La squadra arriva nel Kentucky centrale dopo che un Bigfoot, noto come lo 'Squalling Savage', è in lotta con un altro gruppo di Bigfoot dell'area.                                                         |
| 3  | L’Uomo Fulmine              | La squadra è alla ricerca di un Bigfoot chiamato "Lightning Man". La chiave di questa indagine è il simbolo del fulmine dei Nativi americani?                                                              |
| 4  | La Pietra Misteriosa        | La squadra ritorna nella Contea di Blair dove aveva scoperto una pietra scolpita. È possibile che abbiano ritrovato un antico artefatto?                                                                   |
| 5  | Il Finto Corvo              | La squadra va alla ricerca del Bigfoot più temuto dai Cherokee. Dopo aver sistemato una trappola, il gruppo deve affrontare qualcosa di inspiegabile.                                                      |
| 6  | Il Leggendario Raven Mocker | La squadra incontra un esperto di trappole per ascoltare la sua opinione su come poter catturare il leggendario Raven Mocker.                                                                              |
| 7  | La Scimmia del Fuoco        | La squadra va alla ricerca di un Bigfoot che è attirato dal fuoco. Per mettere in pratica la strategia di caccia, usano dei fuochi d'artificio, ma un membro della squadra scompare.                       |
| 8  | L’Uomo Cenere               | La squadra va alla ricerca di un Bigfoot chiamato "Ash Man", che è stato avvisato circa 50 anni fa. Il gruppo realizza la più grande trappola della sua carriera.                                          |
| 9  | Il Fantasma della Foresta   | La squadra arriva a Wood County per andare alla ricerca di un bigfoot noto come 'Il fantasma della foresta'. Ma i ragazzi si ritrovano a litigare con i bracconieri locali.                                |
| 10 | Il Ritorno del Rogue Team   | La squadra fa ritorno a Perry County per scovare il Grassman dell'Ohio. I ragazzi realizzano presto di essere inseguiti da un gruppo di furfanti.                                                          |
| 11 | Inseguimento                | La squadra continua a indagare sul gruppo di furfanti che li sta seguendo. I ragazzi hanno raggiunto una fase in cui devono valutare se vale davvero la pena continuare con questo gioco all'inseguimento. |
| SP | Momenti più spaventosi      | La squadra ripercorre i momenti più terrificanti delle loro indagini epiche. Tra i momenti migliori: l'Hellhound, il Cherokee Death Cat e l'enorme Hogzilla.                                               |
| SP | Best of Bigfoot             | La squadra ricorda i momenti più avvincenti delle proprie avventure alla ricerca di Bigfoot, Nella Appalachia, compreso il Bigfoot più misterioso di sempre: il Cherokee Devil.                            |
| 12 | Finale                      | La squadra tenta di superarsi con una creatura che assomiglia a un enorme bigfoot e lavora per svelare il mistero legato all'identità del Grassman dell'Ohio.                                              |

### Stagione 3: I Segreti della Foresta Oscura (2017)
Prima Visione Statunitense Dal: 8 Aprile 2017
Al: 3 Giugno 2017
Prima Visione Italiana Dal: 26 Dicembre 2018
Al: 2 Agosto 2019
| N° | Titolo                                     | Trama |
| -- | ------------------------------------------ | --- |
| 1  | Il Ritorno Del Team Canaglia-Prima Parte   | Dopo nove mesi di silenzio, il Team Canaglia emerge dall'ombra dopo che Buck cerca di prendere in mano la situazione; il team AIMS si incontra faccia a faccia col team misterioso per scoprire chi sono e cosa cercano.                                                                         |
| 2  | Il Ritorno Del Team Canaglia-Seconda Parte | Dopo essere stato rapito, il team AIMS affronta un uomo misterioso che offre loro un accordo con un'incredibile ricompensa. La squadra si rende conto improvvisamente che Trapper è scomparso e si mettono a cercarlo in una corsa contro il tempo dopo aver trovato una traccia del suo sangue. |
| 3  | La Foresta Oscura                          | Il team di AIMS fa ingresso nella Foresta Oscura per catturare la Donna del Bosco ma si rende conto che la foresta è la casa di un'altra misteriosa creatura: il Lupo Nero |
| 4  | Il Lupo Nero                               | Il team AIMS scopre che una misteriosa creatura nota come il lupo nero vaga per la foresta oscura; uno sciamano rivela che la presenza del lupo nero può significare un disastro per Jeff il cui comportamento continua a turbare la squadra.                                                    |
| 5  | Il Predatore                               | Dopo che il team AIMS è diviso a metà, Jeff deve trovare delle risposte sulla Foresta Oscura; mentre la squadra ottiene la prova del lupo nero, Huckleberry rivela che una misteriosa creatura sta perseguitando la squadra.                                                                     |
| 6  | I Tre Anelli Del Nord                      | Dopo aver passato una notte insonne, Buck si dirige nella Foresta Oscura e incontra qualcuno del suo passato; Huckleberry si rende conto che il predatore che ha affrontato vuole vendetta; la squadra segue una traccia lasciata da Jeff e si ritrova ai misteriosi Tre Anelli.                 |
| 7  | Il Segreto Della Giovane                   | La squadra scopre cosa stava facendo Jeff ai Tre Anelli; nel frattempo scoprono anche cosa ha trovato Buck sul suo telefono; Buck si dirige ai Tre Anelli per contattare lo spirito di una bambina Cherokee, che sembra essere la chiave della Foresta Oscura.                                   |
| 8  | La Donna Del Bosco                         | Buck fa una scoperta scioccante che lo conduce ad un giardino segreto. Intanto, il resto della squadra aiuta Jeff a realizzare una coraggiosa fuga. |

### Stagione 4: Il Mistero dello Spearfinger (2019)
Prima Visione Statunitense Dal: 21 Agosto 2019
Al: 20 novembre 2019
Prima visione italiana dal: 25 gennaio 2020
Al: 22 febbraio 2020
| N° | Titolo                          | Trama |
| -- | ------------------------------- | --- |
| 1  | La Foresta Oscura               | La squadra si avventura nella foresta oscura. Inoltre, dopo aver ricevuto ulteriori informazioni, il team cerca un granaio che potrebbe contenere le risposte che cercano.   |
| 2  | Metalupi                        | La squadra dà la caccia a una mostruosa creatura che assomiglia a un lupo e che si aggira a Jackson County, nella Virginia Occidentale.                                      |
| 3  | Benvenuti Nella Casa Blu        | Dopo aver fatto una scioccante scoperta nella Virginia Occidentale, la squadra continua la ricerca della verità sulla 'Waya Woman'.                                          |
| 4  | Il Gigante d’Argento            | La squadra va alla ricerca di una creatura che assomiglia a un orso e costruisce un'enorme trappola. Inoltre, il team scopre qualcosa su altre bestie della zona.            |
| 5  | Il Ritorno del Diavolo Cherokee | La squadra continua a indagare su una misteriosa leggenda e va alla ricerca di un feroce felino.                                                                             |
| 6  | Scoperta Scioccante             | Durante la ricerca di un pericoloso felino, la squadra sente un ruggito proveniente da un granaio. La scoperta è scioccante!                                                 |
| 7  | Il Coyote                       | La squadra resta senza parole quando scopre che esiste un'enorme creatura che si aggira nella Carolina del Nord. Di che tipo di bestia si tratta?                            |
| 8  | Il Ritorno                      | La squadra incontra 'Trapper', il loro leader, che rivela loro un dettaglio che era sfuggito loro. Con nuove informazioni, il gruppo tenta di trovare il 'Diavolo Cherokee'. |
| 9  | Segreti                         | La squadra tenta di rintracciare una delle figure con il mantello, protagonista del mistero di Spearfinger. Il rifugio rosso potrebbe contenere tutte le risposte.           |
| 10 | Figura Sinistra                 | La squadra va alla ricerca di Jeff, che è stato portato via da una misteriosa figura. La caccia potrebbe dare delle risposte legate a una figura chiamata Spearfinger.       |

### Stagione 5: L’avventura di Trapper (2021)
Prima Visione Statunitense Dal: 10 Gennaio 2021
Al: 28 Febbraio 2021
Prima Visione Italiana Dal: 30 Ottobre 2021
Al: 27 Novembre 2021
| N° | Titolo              | Trama |
| 1  | I Lupi              | I membri sopravvissuti dell'AIMS si lanciano in una nuova avventura che il caposquadra Trapper ha organizzato per loro prima di morire. Equipaggiati con il diario di Trapper, viaggiano sulle montagne della Tygart Valley per dimostrare che ci sono ancora i lupi nel West Virginia. |
| 2  | K-9                 | Mentre costruiscono la loro trappola, Willy e Wild Bill sentono un terrificante ruggito. Utilizzando il diario personale di Trapper, la squadra escogita un modo ingegnoso per ottenere impronte.                                                                                       |
| 3  | Bestia rossa        | La squadra AIMS affronta una bufera di neve per rintracciare un'enorme creatura dagli occhi rossi. Jeff analizza la tomba che la squadra ha trovato e che è collegata ai primi colonizzatori che arrivano nella Tygart Valley centinaia di anni fa.                                     |
| 4  | L'indagine continua | La squadra continua il suo lavoro d’indagine. Cosa scopriranno durante la loro coraggiosa spedizione? |
| 5  | Tygart Valley       | Prosegue l’indagine nella Tygart Valley e la squadra si rende conto di essere alla ricerca della fonte che produce un misterioso rumore. Il team scopre più domande che risposte sulla bestia dagli occhi rossi.                                                                        |
| 6  | Coyote assassino    | La squadra continua ad indagare ma capisce di essere su un terreno pericoloso quando scopre diversi cadavere di coyote. |
| 7  | L'ira               | La squadra fa una scoperta legata agli anni 70 e trova un indizio, inciso su una pietra, che il leader Trapper ha lasciato per loro nella Tygart Valley |
| 8  | I lupi              | La squadra cerca di risolvere il mistero della Tygart Valley una volta per tutte. |

### Stagione 6: I misteri della Tygart Valley (2022)
Prima visione Statunitense dal: 2 Gennaio 2022
Al: 13 Marzo 2022
Prima visione Italiana dal: 7 luglio 2022
Al: 28 luglio 2022
| N° | Titolo                    | Trama |
| -- | ------------------------- | --- |
| 1  | Bigfoot o fallimento      | La squadra si dirige verso la Tygart Valley in missione per dimostrare che un Bigfoot percorre quelle misteriose valli. Un rombo proveniente dal profondo delle colline smuove i ragazzi. La squadra si imbatte in una strana struttura ad albero. |
| 2  | L’amazza-mucche           | Le cose si surriscaldano per la squadra quando Buck si rende conto che il leggendario Mostro di Grafton è migrato nella Tygart Valley. La caccia diventa pericolosa quando si imbattono nella carcassa mutilata di una mucca. |
| 3  | Bagno di Sangue nel Bosco | Il team AIMS entra in un allevamento di bestiame dopo aver realizzato che il mostro di Grafton sta cacciando i bovini. In seguito partono alla ricerca di quella che credono sia la più recente vittima della creatura e si imbattono in un bagno di sangue assoluto. |
| 4  | Il Mostro di Hucklberry   | Huckleberry rivela il terrificante ricordo della sua famiglia con il mostro di Grafton; Jeff tira fuori la sua tuta protettiva per fare qualche analisi del sangue su un vecchio collare di un cane; Buck fa una scazzottata con la gente del posto sotto il chiaro di luna. |
| 5  | Il Compleanno di Trapper  | Dopo una scazzottata nel bosco, la squadra AIMS si riunisce per ricordare il leader della squadra Trapper per il suo compleanno; Huckleberry tira fuori un barattolo del suo famoso "Squatch Piss", e in breve tempo, i montanari degli Appalachi vedono doppio. |
| 6  | Il Nido                   | La squadra segue una pista di un cacciatore locale che afferma di aver trovato un enorme nido Bigfoot nascosto da qualche parte sulle colline della Tygart Valley. Alla caccia notturna si aggiunge uno sciamano chiamato "Cowboy Ken" che li porta faccia a faccia con il Bigfoot più terrificante mai trovato nella storia della squadra. |
| 7  | Guerra tra Mostri         | La squadra si ritrova nel mezzo di una guerra tra il mostro di Grafton, il Bigfoot e un branco di Smoke Wolves. Questi criptidi assassini combattono per il loro territorio. La squadra si dirige nella Tygart Valley alla ricerca dell’origine di un misterioso rumore che scuote le colline. |
| 8  | Rombo tra le Colline      | La squadra è alla ricerca di Willy che è scomparso tra le misteriose colline della Tygart Valley |
| 9  | 1984                      | La squadra dell'AIMS conduce una caccia notturna agli Smoke Wolves e incontra una mandria di bovini in fuga e un vitello mutilato fatto a pezzi. Un uomo del posto, fa commuovere la squadra mentre condivide una storia straziante sulla devastazione inflitta alla sua famiglia dagli Smoke Wolves nella Tygart Valley. Il team apprende nuove informazioni incredibili su Trapper che risalgono al 1984.                                                                     |
| 10 | Bigfoot in Telecamera     | Dopo un improvviso attacco degli Smoke Wolf in una fattoria, la squadra è in piena attività e a caccia di questi letali criptidi canini. La squadra incontra un volto familiare che può far luce, una volta per tutte, su ciò che Trapper stava facendo nella Tygart Valley tanti decenni fa. La squadra fa una scoperta sconvolgente e riesce ad avere con sé le migliori prove sull’esistenza del Bigfoot. Senza dubbio Trapper avrebbe sorriso e sarebbe orgoglioso di loro. |